# Listă de filme de acțiune
Aceasta este o listă cronologică de filme de acțiune, împărțită după decenii:
- înainte de 1970
- anii 1970
- anii 1980
- anii 1990
- anii 2000
- anii 2010
- anii 2020

## Vezi și
- Listă de filme cu arte marțiale